# Cladosporium herbarum
Cladosporium herbarum är en svampart som först beskrevs av Christiaan Hendrik Persoon, och fick sitt nu gällande namn av Heinrich Friedrich Link 1816. Cladosporium herbarum ingår i släktet Cladosporium och familjen Davidiellaceae.   Inga underarter finns listade i Catalogue of Life.